# The Handmaid’s Tale – Der Report der Magd/Staffel 2
Die zweite Staffel der US-Fernsehserie The Handmaid’s Tale – Der Report der Magd erschien 2018 und besteht aus 13 Episoden.

## Episoden
Die Erstausstrahlung der zweiten Staffel wurde seit dem 25. April 2018 und bis zum 11. Juli 2018 auf dem US-amerikanischen Streamingdienst Hulu veröffentlicht. Die zweite Staffel wurde auf Deutsch ab dem 2. August 2018 auf dem Streaming-Portal EntertainTV der Telekom veröffentlicht. Die deutsche Free-TV-Premiere erfolgte vom 6. bis 21. November 2020 auf Tele 5.
| Nr. (ges.) | Nr. (St.) | Deutscher Titel      | Originaltitel     | Erstveröffentlichung USA | Deutschsprachige Erstveröffentlichung (D) | Regie          | Drehbuch                  | Länge  |
| --- | --------- | -------------------- | ----------------- | ------------------------ | ----------------------------------------- | -------------- | ------------------------- | ------ |
| 11 | 1         | June                 | June              | 25. Apr. 2018            | 2. Aug. 2018                              | Mike Barker    | Bruce Miller              | 56 min |
| Nachdem die Mägde Janines „Errettung“ verweigert haben, werden alle von der Polizei zu einer Massenerhängung geführt. Die Hinrichtung wird aber nur zum Schein ausgeführt. Es finden jedoch weitere Bestrafungen in Form von Folterungen statt. Nachdem Lydia erfährt, dass Desfred schwanger ist, wird sie nicht weiter bestraft. Bei einer Untersuchung im Krankenhaus gelingt es ihr mit Unterstützung, in einem Kühlfahrzeug zu entkommen. Nick empfängt sie in einem zeitweiligen Versteck, wo sie ihre Magdskleidung verbrennt und sich den Chip aus dem Ohr schneidet. Im Rückblick erinnert sich June an den Tag, als ihre Tochter wegen Fieber vom Kindergarten ins Krankenhaus gebracht wurde und zur gleichen Zeit ein Terroranschlag aufs Kapitol erfolgte. |           |                      |                   |                          |                                           |                |                           |        |
| 12 | 2         | Unfrauen             | Unwomen           | 25. Apr. 2018            | 2. Aug. 2018                              | Mike Barker    | Bruce Miller              | 55 min |
| June versteckt sich in der ehemaligen Zeitungsredaktion und -druckerei des „The Boston Globe“. Sie findet Spuren eines Massakers, bei dem offenbar viele Mitarbeiter der Zeitung getötet wurden. Währenddessen befindet sich Emily in den sogenannten „Kolonien“, wo sie mit ihren medizinischen Kenntnissen den anderen Zwangsarbeiterinnen beim Überleben hilft. Eine bisherige „Herrin“, die wegen eines Seitensprungs ebenfalls verbannt wurde, wird von Emily aus Rache vergiftet. Im Rückblick erinnert sich Emily, wie sie als Universitätsdozentin aufgefordert wurde, ihre Ehefrau zu verheimlichen. Als sie einen schwulen Kollegen aufgehängt vorfand, wollte sie mit Frau und Kind nach Kanada ausfliegen. Nachdem gleichgeschlechtliche Ehen verboten wurden, musste sie jedoch in Gilead zurückbleiben. |           |                      |                   |                          |                                           |                |                           |        |
| 13 | 3         | Geschlechterverrat   | Baggage           | 2. Mai 2018              | 2. Aug. 2018                              | Kari Skogland  | Dorothy Fortenberry       | 58 min |
| Nachdem sich June zwei Monate in der ehemaligen Zeitungsdruckerei versteckt hatte, wird sie vom gleichen Fahrer, der sie hingebracht hatte, zu einem anderen Versteck gebracht. Ein Mann, der sie von dort abholt, versteckt sie für einen Tag in seiner eigenen Familie. Als er mit Frau und Kind vom Gottesdienst nicht zurückkommt, schlägt sich June allein zum Flugplatz durch, wo sie von einem Flugzeug abgeholt werden soll. Doch das Flugzeug wird beim Start noch auf der Landebahn beschossen und der Pilot getötet. Im Rückblick erinnert sich June an ihre emanzipierte Mutter, die sich politisch für Frauenrechte einsetzte und sie von ihrer beabsichtigten Heirat abbringen wollte. |           |                      |                   |                          |                                           |                |                           |        |
| 14 | 4         | Die andere Frau      | Other Women       | 9. Mai 2018              | 9. Aug. 2018                              | Kari Skogland  | Yahlin Chang              | 54 min |
| Um nicht länger angekettet zu werden, zieht June ihre Magdkleidung wieder an und wird zunächst testweise in das Haus der Waterfords zurückgebracht. Dort findet eine Babyparty der Kommandantenfrauen statt. Doch Mrs. Waterford fällt es sehr schwer, June zu verzeihen und mit deren selbstbewussten Auftreten klarzukommen. Tante Lydia kann June erst dann psychisch brechen, als sie ihr den aufgehängten Transporterfahrer zeigt, der ihr zur Flucht verholfen hatte. Im Rückblick erinnert sich June an eine Begegnung mit der Exfrau ihres Mannes, welche sie aufgesucht und beschimpft hatte. |           |                      |                   |                          |                                           |                |                           |        |
| 15 | 5         | Saat                 | Seeds             | 16. Mai 2018             | 16. Aug. 2018                             | Mike Barker    | Kira Snyder               | 52 min |
| June bemerkt eine Vaginalblutung, informiert aber niemand über die mögliche Schwangerschaftskomplikation. Sie beginnt, die für Mayday versteckten Briefe zu verbrennen, wird aber von Nick daran gehindert, der die restlichen Briefe an sich nimmt. Er ist besorgt über die apathische June und macht Mrs. Waterford darauf aufmerksam. Dieser missfällt Nicks Interesse an June. Mrs. Waterford veranlasst deshalb ihren Mann, Nick während einer Massenhochzeit mit der 15-jährigen Eden zu verheiraten. Eden zieht bei Nick ein. Zufällig findet Nick nachts die blutende und bewusstlose June vor dem Haus, die aber ihr Kind nicht verloren hat. Währenddessen hilft Emily in den Kolonien Janine beim Überleben. Täglich sterben dort mehrere der inhaftierten Frauen. Eine andere Deportierte wird kurz vor ihrem Tod noch nach jüdischem Ritus heimlich mit ihrer Freundin verheiratet.                                                                       |           |                      |                   |                          |                                           |                |                           |        |
| 16 | 6         | Erstes Blut          | First Blood       | 23. Mai 2018             | 23. Aug. 2018                             | Mike Barker    | Eric Tuchman              | 58 min |
| Auf Anraten des Doktors sorgt Mrs. Waterford fortan für Harmonie, zum Wohle des ungeborenen Kindes. Doch als June darauf drängt, ihre Tochter Hannah wiederzusehen, ist diese Harmonie vorbei. Nick ist Eden gegenüber kalt und unnahbar. Eden vermutet deshalb gegenüber June, Nick sei homosexuell. June spricht Nick darauf an und bewegt ihn dazu, mit seiner Frau zu schlafen. Der rituelle Beischlaf erfolgt durch die runde Öffnung eines Lakens hindurch, das sich zwischen Nick und seiner Frau befindet. Während der Eröffnungsrede des neuen The Rachel and Leah Centers sprengt sich eine Magd in die Luft. In einer Rückblende sieht man, wie Mrs. Waterford während eines Vortrags an einer Universität ausgebuht und später vor dem Uni-Gebäude durch einen Schuss in den Unterleib verletzt wird. Nachdem der Täter gefunden wurde, erschießt Mr. Waterford vor den Augen des Täters dessen Gefährtin.                                                 |           |                      |                   |                          |                                           |                |                           |        |
| 17 | 7         | Danach               | After             | 30. Mai 2018             | 30. Aug. 2018                             | Kari Skogland  | Lynn Renee Maxcy          | 55 min |
| Bei dem Selbstmordanschlag wurden 26 Commander und 31 Mägde getötet, darunter der für Sicherheit verantwortliche Commander Pryce. Dessen Nachfolger Cushing verschärft den Terror und lässt willkürlich „Marthas“ erschießen. Er verhört June. Als Mrs. Waterford davon erfährt, veranlasst sie Cushings Verhaftung, vorgeblich im Namen ihres schwerverletzten Mannes. Viele deportierte Frauen werden aus den Kolonien zurückgeholt, darunter Emily und Janine. Im Lebensmittelladen treffen sie auf June, woraufhin sich alle Mägde gegenseitig ihre früheren Namen mitteilen. Auf Bitte von Mrs. Waterford, die für ihren Mann die Rücknahme der erhöhten Wächterpräsenz anordnen will, liest June die schriftlichen Entwürfe Korrektur. Im Rückblick erinnert sich Moira an ihre Leihmutterschaft für ein englisches Paar. Dabei verliebte sie sich in ihre Ärztin, Odette Johnson, mit der sie sich später verlobte. Auch Odette kam bei dem Anschlag ums Leben. |           |                      |                   |                          |                                           |                |                           |        |
| 18 | 8         | Der Frauen Werk      | Women’s Work      | 6. Juni 2018             | 6. Sep. 2018                              | Kari Skogland  | Nina Fiore, John Herrera  | 52 min |
| Janine erfährt, dass ihre Tochter Charlotte schwer krank ist. June überredet Mrs. Waterford, Janine zu gestatten, ihre Tochter zu sehen, obwohl diese jetzt als Angela in einer anderen Familie lebt. Gegen den Willen ihres Mannes lässt Mrs. Waterford zusätzlich eine ehemalige Neonatologie-Spezialistin, die jetzt nur noch eine „Martha“ ist, das Kind untersuchen. Als Mr. Waterford davon erfährt, züchtigt er seine Frau in Anwesenheit Junes mit dem Gürtel. Nach einer Nacht mit ihrer richtigen Mutter zeigt Charlotte-Angela keine Krankheitssymptome mehr. |           |                      |                   |                          |                                           |                |                           |        |
| 19 | 9         | Kluge Gewalten       | Smart Power       | 13. Juni 2018            | 13. Sep. 2018                             | Jeremy Podeswa | Dorothy Fortenberry       | 57 min |
| Mr. Waterford fliegt mit seiner Frau und Nick zu politischen Verhandlungen nach Kanada. Junes Ehemann Luke dringt zu ihm durch und wirft ihm vor, er habe June vergewaltigt. Ein Vertreter der Regierung des amerikanischen Restgebietes bietet Mrs. Waterford Exil in Honolulu an, was diese ablehnt. Nick sucht Luke auf und übergibt ihm die Gedächtnisprotokolle der Mägde, die June in Episode 10 aus dem Bordell geschmuggelt hatte. Die Veröffentlichung dieser Texte führt zu einem politischen Erdbeben in Kanada, so dass die kanadische Regierung die Verhandlungen mit Waterford abbricht. |           |                      |                   |                          |                                           |                |                           |        |
| 20 | 10        | Die letzte Zeremonie | The Last Ceremony | 20. Juni 2018            | 20. Sep. 2018                             | Jeremy Podeswa | Yahlin Chang              | 55 min |
| Beim Einkaufen bekommt June erste Wehen. Im Haus treffen alle Kommandantenfamilien mit ihren Mägden zur Feier der Geburt zusammen. Doch es war „falscher Alarm“. Mrs. Waterford ist deshalb wütend auf June und will sie nach der Geburt in einen anderen Bezirk versetzen lassen. June bittet den Kommandanten, das nicht zu tun, damit sie ihr Kind gelegentlich sehen kann. Als er das verweigert, gibt sie ihm zu verstehen, dass das Kind nicht von ihm gezeugt wurde. Nach einer erneuten Vergewaltigung durch Mr. Waterford gestattet dieser ihr eine heimliche Begegnung mit ihrer älteren Tochter Hannah, die jetzt in einer neuen Familie lebt und dort Agnes genannt wird. Nach Hannahs Verabschiedung wird Nick von misstrauischen Wächtern weggebracht. June bleibt hochschwanger in einem leerstehenden Haus mitten im Wald zurück. |           |                      |                   |                          |                                           |                |                           |        |
| 21 | 11        | Holly                | Holly             | 27. Juni 2018            | 27. Sep. 2018                             | Daina Reid     | Bruce Miller, Kira Snyder | 48 min |
| June findet ein fahrbereites Auto in der Garage des einsamen Haus. Sie versteckt sich, als Mr. und Mrs. Waterford mit dem Auto kommen. Mrs. Waterford findet Junes Magds-Kleidung. Sie nimmt an, dass June mit Nick geflohen sei. Nach einem Streit fährt das Kommandantenpaar wieder weg. Es gelingt June nicht, das Garagentor zu öffnen. Beobachtet von einem einsamen Wolf, bekommt sie erneut Wehen und bemerkt, dass ihre Fruchtblase geplatzt ist. Mit einem gefundenen Gewehr schießt sie viermal in die Luft, um auf sich aufmerksam zu machen. Ohne Hilfe anderer bringt June ihre zweite Tochter zur Welt und gibt ihr den Vornamen der Großmutter, Holly. Dabei erinnert sie sich an die Geburt ihrer ersten Tochter, bei der Luke und Moira anwesend waren. |           |                      |                   |                          |                                           |                |                           |        |
| 22 | 12        | Postpartum           | Postpartum        | 4. Juli 2018             | 4. Okt. 2018                              | Daina Reid     | Eric Tuchman              | 55 min |
| Holly lebt nun unter dem Namen Nichole bei den Waterfords. June muss ihre Muttermilch abpumpen. Um zu verhindern, dass diese versiegt, darf sie vorübergehend wieder bei den Waterfords wohnen. Emily kommt in ein neues Haus zu Kommandant Lawrence, der für Gileads Wirtschaft verantwortlich ist. Er trinkt Alkohol mit ihr und fragt sie über ihr früheres Leben aus. Nicks Frau Eden verliebt sich in einen der Wächter. Die beiden fliehen, werden aber wieder eingefangen. Da sie sich zu ihrer Liebe bekennen und den Ehebruch nicht bereuen, werden sie in einem Schwimmbad öffentlich ertränkt. |           |                      |                   |                          |                                           |                |                           |        |
| 23 | 13        | Das Wort             | The Word          | 11. Juli 2018            | 11. Okt. 2018                             | Mike Barker    | Bruce Miller              | 63 min |
| June findet in Edens Hinterlassenschaften eine Bibel, die sie an Mrs. Waterford übergibt. Um ihrer Tochter zu ermöglichen, die Bibel lesen zu können, spricht Mrs. Waterford mit den anderen Kommandantenfrauen. Gemeinsam richten sie eine Petition an die Führung Gileads, auch Mädchen das Lesen zu lehren. Weil sie dabei aus Edens Bibel vorliest, wird ihr als Bestrafung ein kleiner Finger abgeschnitten – unter Zustimmung ihres Mannes. June stellt ihn zur Rede und erhält dafür eine Ohrfeige von ihm. Sie schlägt jedoch zurück. Als Nick und die Marthas für June eine erneute Flucht ermöglichen, hält Mrs. Waterford sie nicht auf. Emily sticht Tante Lydia mit einem Messer nieder und wirft sie die Treppe hinunter. Kommandant Lawrence, der Emily nicht vergewaltigt hatte, verhilft ihr ebenfalls zur Flucht, wobei sie mit June zusammentrifft. Diese übergibt ihr Kind an Emily und entschließt sich, in Gilead zu bleiben, in Hannahs Nähe.   |           |                      |                   |                          |                                           |                |                           |        |